# Le Chien d'Ulysse
Pour le chien mythologique d'Ulysse dans l'Odyssée, voir Argos (chien d'Ulysse).
Le Chien d'Ulysse est un roman de Salim Bachi publié le 2 janvier 2001 aux éditions Gallimard et ayant obtenu la même année le prix Goncourt du premier roman et le prix littéraire de la Vocation.

## Résumé
Le roman se déroule sur une seule journée, le 29 juin 1996, au quatrième anniversaire de l'assassinat du président Boudiaf, que le journaliste Hamid Kaïm défini comme le point de bascule de l'Algérie dans une sanglante guerre civile. L'histoire se concentre sur un étudiant, Hocine, qui accomplit un périple dans sa ville, Cyrtha. Il fait ainsi la rencontre d'étudiants dominés par le hashish et l'érotisme, de policiers et de militaires désabusés et du journaliste Kaïm, qui dressent un portrait de l'Algérie en cette période douloureuse.
Le voyage d'Hocine, avec ses péripéties, s'inspire clairement de l'Odyssée d'Homère et d'Ulysse de James Joyce,,.

## Éditions
- Éditions Gallimard, 2001  (ISBN 978-2070760701).